# Lojas Brasileiras
A Lojas Brasileiras (Lobras) foi uma tradicional rede brasileira de lojas de departamentos e variedades, que existiu entre 1944 e 1999, quando foi fechada após anos de prejuízos. Parte das Lojas Brasileiras se tornaram unidades da Marisa, cujos donos controlavam as Brasileiras desde 1982.

## História
Adolfo Basbaum fundou as Lojas Brasileiras em 1944, tendo sido seu diretor presidente. As Lojas Marisa, pertencentes à família Goldfarb, compraram o controle acionário das Lojas Brasileiras em 1982. As duas marcas coexistiram até 1999, com as Brasileiras atuando nos departamentos e a Marisa tendo foco em moda e roupa íntima feminina.
Tinha como concorrente principal as Lojas Americanas, que atuava no mesmo segmento de vendas, com uma disputa acirrada por anos a ponto das lojas de ambas ficarem a metros uma da outra em cidades como São Paulo.
No dia 29 de julho de 1999, as Lojas Brasileiras anunciaram o fim das atividades, após uma série de prejuízos financeiros. A dívida acumulada desde 1996 era de cerca de cem milhões de reais, com as vendas não pagando os custos operacionais. Ao fechar, haviam 63 unidades das Brasileiras em vinte estados do Brasil.
O encerramento foi feito para garantir a saúde financeira dos negócios dos Goldfarb, mantendo a Marisa saudável financeiramente. Parte das unidades das Lojas Brasileiras foi repassada a marca-irmã.